# Thomas Digges
Thomas Digges (1546 – 24 augusti 1595) var en engelsk kosmograf med tonvikt på astronomi, son till Leonard Digges, teodolitens uppfinnare och vetenskaplig popularisator. Efter faderns död, fick Thomas sin uppväxt under förmyndaren John Dee, en typisk renässansens naturfilosof.
Digges försökte bestämma parallaxen hos 1572 års supernova som Tycho Brahe observerade och drog slutsatsen att den måste ligga utanför månens bana. Detta talade emot den vedertagna synen på universum, enligt vilken ingen förändring kunde äga rum i fixstjärnornas sfär.

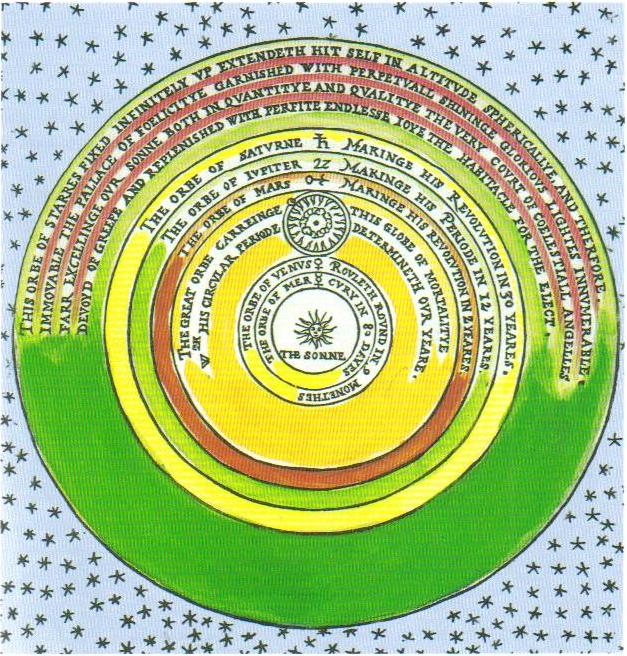
En illustration av det kopernikanska universum från Thomas Digges bok

1576 publicerade han en ny upplaga av sin fars evighets-almanacka, A Prognostication everlasting. Leonard Digges text från 1556 års utgåva utökade Thomas med nytt material i flera tillägg. Dess viktigaste appendix var 
- A Perfit Description of the Caelestiall Orbes according to the most aunciente doctrine of the Pythagoreans, latelye revived by Copernicus and by Geometricall Demonstrations approved.

I motsats till faderns text om Ptolemaios system, så innehöll appendixet en utförlig diskussion om den kontroversiella och ännu föga kända Kopernikus heliocentriska modell av universum. Detta var den första publiceringen av denna modell på engelska språket - en milsten i populärvetenskapens historia. I huvudsak var det en ledig översättning av kapitel ur Kopernikus bok De revolutionibus orbium coelestium.
Thomas Digges gick i själva verket vidare genom att också peka på den mångfald av stjärnor, som sträckte sig ända till oändligheten, illustrerat med en karta över den kopernikanska världsbilden. Texten i kartans yttersta "sfär" lyder:
"This orb of stars fixed infinitely up extends itself in altitude spherically, and therefore immovable the palace of felicity garnished with perpetual shining glorious lights innumerable, far excelling over Sun both in quantity and quality the very court of celestial angels, devoid of grief and replenished with perfect endless joy, the habitacle for the elect."
Digges var Member of Parliament och gjorde även en militär karriär under kriget med Spanska Nederländerna 1586–1594. 